# 1 mei-stadion
Het 1 mei-stadion of Rungrado-stadion (ook wel geschreven als Rŭngrado-stadion) (Koreaans: 릉라도 5월1일경기장) is een stadion in de Noord-Koreaanse hoofdstad Pyongyang. Het stadion bevindt zich op het eiland Rŭngra-do in de Taedongrivier en werd officieel voltooid op 1 mei 1989. Het stadion is genoemd naar het eiland waarop het is gelegen en naar de eerste mei; de socialistische Dag van de Arbeid. Het stadion dient niet te worden verward met het eveneens kolossale Kim Il-sung-stadion in dezelfde stad.
De oppervlakte van het stadion bedraagt 22.500 m² en het totale vloeroppervlak bedraagt ruim 207.000 m², verdeeld over acht verdiepingen. De antennes aan het dak pieken tot zestig meter boven de grond. Het dak van het stadion bestaat uit zestien bogen, die in ringvorm zijn geplaatst en moet een parachute of een magnolia voorstellen.
Het stadion wordt ingezet voor sportevenementen, maar is beter bekend om de enorme parades die er worden opgevoerd om Kim Il-sung en de Koreaanse natie te verheerlijken.
Eind jaren 90 zou er een aantal hooggeplaatste generaals zijn vermoord vanwege een vermeende samenzwering tegen Kim Jong Il, door hen levend te verbranden door benzine over hen heen te gieten en dit in brand te steken.
In 2000 werd de Amerikaanse minister van Buitenlandse Zaken Madeleine Albright uitgenodigd in het stadion, de hoogst geplaatste Amerikaan die het land tot die tijd bezocht.
In mei 2002 werd het Arirangfestival er opgevoerd ter herdenking van de zestigste geboortedag van Kim Jong Il, waaraan ruim 100.000 mensen deelnamen, waarmee ze de bezoekers aan het stadion dubbel overtroffen. Ook was het een van de zeldzame momenten dat buitenlanders in het stadion werden toegelaten. Volgens critici was het spektakel echter opgevoerd om de aandacht af te leiden van het Wereldkampioenschap voetbal 2002 kort daarop, hetgeen dat jaar mede door Zuid-Korea werd georganiseerd en om schaarse 'harde munt' binnen te halen.